# M.11 Angelo Berardi (dirigibile)
Il dirigibile M.11 era un dirigibile di tipo semirigido costruito in Italia dallo Stabilimento Costruzioni Aeronautiche di Roma nella seconda metà degli anni dieci per scopi militari. L'M.11 apparteneva alla "Classe M", progettata dall'ingegnere Gaetano Arturo Crocco. Intitolata al comandante Angelo Berardi dopo la fine della prima guerra mondiale, l'aeronave effettuò un totale di 383 ascensioni, di cui 66 in missioni di guerra, per complessive 779 ore e 7 minuti di volo.

## Storia del progetto
Il dirigibile M 11 fu progettato, come tutti quelli della Classe M, dall'ingegnere Gaetano Arturo Crocco coadiuvato da Ottavio Ricaldoni. L'involucro dell'aeronave fu impostato sullo scalo dello Stabilimento Costruzioni Aeronautiche (SCA) di Roma nel 1916, mentre la navicella e la struttura interna furono realizzate presso le Officine Savigliano di Torino. Trasferito a Campi Bisenzio (provincia di Firenze) l'M.11 fu gonfiato per la prima volta il 17 febbraio 1917, ed andò in volo per la prima volta il giorno seguente.

## Tecnica
Si trattava di un dirigibile di tipo semirigido, con la navicella appesa al pallone a mezzo cavi collegati ai nodi di una catenaria di cavo d'acciaio, cucita sulla gualdrappa del dirigibile e collegata alla trave rigida di carena. I timoni di direzione erano due, posizionati sulla parte posteriore del dirigibile, ed aventi configurazione biplana.
La propulsione era affidata a due motori Maybach-Itala D1 a 6 cilindri in linea raffreddati ad acqua, eroganti la potenza di 180 CV ciascuno, posizionati in coppia al centro della navicella ed azionanti eliche quadripala lignee. I propulsori consentivano all'aeronave di raggiungere una velocità massima di circa 60 km/h.
L'armamento si basava su una coppia di mitragliatrici Fiat-Revelli Mod. 1914 in calibro 6,5 mm posizionate in una torretta collocata sulla parte superiore del dirigibile. Tale postazione era dotata anche di una pistola mitragliatrice Villar Perosa in calibro 9 mm. Quando il dirigibile era ricoverato nell'hangar la torretta ne toccava la parte superiore, e il mitragliere per salirvi tramite una scala di corda doveva aspettare che l'aeronave fosse all'aperto. Quando il dirigibile si trovava in volo il mitragliere rimaneva collegato alla navicella tramite un citofono. Nella navicella trovavano posto ulteriori 2 coppie di mitragliatrici Fiat-Revelli, tre pistole mitragliatrici Villar Perosa e un cannoncino Vicker-Terni cal. 37/40 mm. Il carico utile massimo era di 4 950 kg, mentre quello offensivo variava da 1 000 a 1 200 kg di bombe.

## Impiego operativo
Il dirigibile M.11, assegnato al Regio Esercito, arrivò sull'aeroporto di Boscomantico il 28 giugno 1917 al comando del capitano Tullio Benigni. Dopo aver effettuato sette voli addestrativi passò al comando del capitano Angelo Berardi ed andò per la prima volta in azione nella notte del 20 agosto, in piena undicesima battaglia dell'Isonzo, decollando dal campo ausiliario di Spilimbergo. Nel corso del 1917 l’M.11, sempre al comando di Berardi, eseguì 55 ascensioni, per un totale di 125 ore e mezza di volo, coprendo la ritirata delle truppe del Regio Esercito esercito dopo la disfatta di Caporetto. Durante un'esercitazione svoltasi a Verona il 15 novembre l'aeronave raggiunse la quota di seimila metri, migliorando poi il primato d’altezza l’8 dicembre successivo.

Nel corso del 1918 il capitano Berardi compì ulteriori 98 missioni, per un totale di 274 ore e mezza di volo, passando dal Monte Baldo e dal lago di Garda alle valli bresciane, colpì obiettivi ferroviari austriaci in Valsugana, Vallagarina Caldaro, Mezzolombardo, Lavis, Bolzano, Tione, Stenico. Durante le ultime fasi del conflitto il dirigibile eseguì missioni di lanci di manifestini e giornali nell'ambito della guerra psicologica.
Al termine della guerra il capitano Berardi, partendo da Boscomantico, eseguì una missione della durata di sette ore, ma trovò poi la morte a Taranto il 4 dicembre 1918, in seguito alla collisione di due dirigibili, lo O.5 e O.6. In onore di Angelo Berardi il 15 febbraio 1919 il dirigibile M.11, che si trovava a Ciampino per grandi lavori di revisione, venne ribattezzato con il suo nome. Nel giugno 1920 sostituì la sua navicella con quella del gemello M.3, compiendo un volo su Trento il 14 ottobre di quell'anno, al comando del maggiore Attilio Calderara, nell'ambito delle celebrazioni per l'annessione della città al Regno d'Italia.
Ritornò definitivamente a Ciampino il 13 maggio 1921, sostituendo la navicella con una di nuovo tipo progettata da Bruno Brivonesi specificatamente adatta al trasporto passeggeri. Effettuò altri voli fino a 13 giugno 1923, quando nel corso dell'ultima missione portò in volo la Regina Madre Margherita di Savoia e il suo seguito. Riportato all'interno dell'hangar fu sgonfiato e radiato il 27 giugno 1923, ed alla solenne cerimonia assistette il Principe di Piemonte, Umberto.

## Utilizzatori
Italia
- Regio Esercito

### Annotazioni
1. ↑  Il filo passava a zig zag tra un compartimento stagno e l'altro.
2. ↑  Il cui obiettivo primario era rappresentato da Mattarello.
3. ↑  In quello stesso anno partendo sempre da Boscomantico l'M.11 compì ulteriori 16 ascensioni, soprattutto per turismo, per un totale di 16 ore e mezza di volo.
4. ↑  Negli anni 1920-1921 compì ulteriori 66 ascensioni, per un totale di 122 ore e mezza di volo.

### Fonti
1. 1 2  Pesce 1982, p. 136.
2. 1 2 3 4  Stanchina 2012, p. 12.
3. 1 2 3 4  Pesce 1982, p. 56.
4. 1 2 3 4 5 6  Stanchina 2012, p. 11.
5. 1 2 3 4  Pesce 1982, p. 57.
6. 1 2  Pesce 1982, p. 58.
7. ↑  Pesce 1982, p. 59.
8. 1 2 3 4  Pesce 1982, p. 80.
9. ↑  Stanchina 2012, p. 9.